# هرمن بادییو
هرمن بادییو‏ (Herman Badillo) (زادهٔ ۲۱ اوت ۱۹۲۹ – درگذشتهٔ ۳ دسامبر ۲۰۱۴)،‏ سیاستمدار پیشگام اهل پورتوریکو بود که به عنوان رئیس بخش برانکس و نماینده ایالات متحده خدمت نموده و چندین بار در انتخابات شهرداری نیویورک نامزد شد. وی اولین فرد اهل پورتوریکو بود که در این سمت‌ها انتخاب گردید و همچنین نخستین اهل پورتوریکو بود که در انتخابات شهرداری یکی از بزرگترین شهرها در سرزمین اصلی ایالات متحده خود را نامزد کرد.

## سال‌های اولیه و زندگی شخصی
بادییو در کاگواس، پورتوریکو بدنیا آمد.
بادییو زمانی که ۱۱ سال داشت، پدر و مادرش بر اثر سل درگذشت و وی به شهر نیویورک فرستاده شد تا نزد عمه خود زندگی کند. پس از اتمام دوره مدرسه عمومی در دبیرستان هارن، بادییو وارد کالج شهری نیویورک شده و مدرک کارشناسی خود را در ۱۹۵۱ میلادی کسب کرد. وی در ۱۹۵۴ میلادی مدرک لیسانس حقوق (ال‌ال‌بی) خود را از مدرسه حقوق بروکلین کسب کرده و به عنوان دانشجوی اول کلاس از این مدرسه فارغ‌التحصیل گردید. سال بعد وی مجوز خدمت در بخش قضایی نیویورک را بدست آورد. وی همچنین گواهی رسمی حسابداری عمومی خود را در ۱۹۵۶ میلادی کسب کرده و یک حسابدار عمومی گواهی‌شده شد.

## اوایل حرفه سیاسی
پس از ملحق شدن به باشگاه دموکراتیک کارائیب در ۱۹۵۸ میلادی، بادییو در چندین سمت دولتی در سطح شهر و ایالت خدمت کرد، از جمله به عنوان رئیس بخش برانکس در ۱۹۶۶ میلادی. پیش از آن وی به عنوان عضو کمیسیون حراست و توسعه مسکن نیویورک خدمت کرد.
بادییو زمانی که کار خود به عنوان رئیس بخش برانکس را در ۱۹۶۶ میلادی آغاز کرد، یکی از مواردی که وی با آن مواجه شد، دادخواهی جاری برای حفظ تالار بخش برانکس به عنوان یک مرزنشان بود، تلاشی که از سوی رئیس پیشین بخش برانکس، جوزف اف. پریکونی آغاز شده بود. پریکونی، در همکاری با چندین مورخ، با موفقیت توانست وضعیت حقوقی مرزنشان را، از سوی کمیسیون حراست از مرزنشان‌ها، در اکتبر ۱۹۶۵ برای این کاخ بدست بیاورد. پس از آن، این وضعیت حقوقی ویژه برای بررسی نهایی به هیئت پیشبینی شهر نیویورک پیشکش شده بود. در ۲۷ ژانویه ۱۹۶۶ که آخرین روز بررسی ۹۰ روزه بود، این هیئت به دلیل نظر متفاوت متصدی جدید در رابطه با این موضوع، به ابطال وضعیت حقوقی مرزنشان این ساختمان رأی داد. در ۱۹۶۸ میلادی، یک آتش‌سوزی مرموز بخشی از داخل این ساختمان را سوزاند. هرچند هنوز هم این ساختمان قابل تعمیر بود، اما در ۱۹۶۹ میلادی تخریب گردید.

## مجلس نمایندگان ایالات متحده
بادییو در ۱۹۷۰ میلادی به عنوان نماینده حوزه انتخابیه ۲۱ام نیویورک، برانکس جنوبی، در مجلس نمایندگان ایالات متحده انتخاب گردیده و به نخستین اهل پورتوریکو مبدل شد که در این سمت خدمت می‌نماید. وی برای سه دوره بعدی به عنوان نماینده انتخاب گردید. وی همچنین عضو کمیته آموزش و کار بود.
در انتخابات ۱۹۷۶، عضو شورای شهری برانکس جنوبی، رامنوز والیز، وی را در انتخابات مقدماتی دموکرات‌ها در حوزه انتخابیه ۲۱ام به چالش کشید. بادییو با کسب ۷۵٪ آرا به آسانی مجدداً انتخاب گردید. در دسامبر همان سال، وی یکی از پنج عضو لاتین کنگره بود که فراکسیون اسپانیایی کنگره را تأسیس نمود. با تلاش‌های گسترده وی، آموزش شغلی برای شهروندان بیکار غیر-انگلیسی زبان نیز در «قانون نیروی کار همه‌جانبه ۱۹۷۳» نیز گنجانده شد.
بادییو در کمیته امور بانکداری، مالی و شهری و کمیته کسب‌وکار کوچک خدمت نموده و عضو کمیته‌فرعی بنگاه‌های اقلیت و نظارت کلی نیز بود. هنگام خدمت به عنوان عضو کنگره، وی از قوانینی که به هدف مبارزه با انواع مختلف تبعیض هنگام استخدام، از جمله تبعیض بر مبنای سن و حالت مدنی، پیشکش می‌شد حمایت کرد.
هرچند وی بعدها به یکی از مخالفین پر سر و صدای آموزش دو-زبانه مبدل شد، اما هنگام خدمت به عنوان عضو کنگره، بادییو یکی از نخستین قهرمانان تأمین وجوه مالی برای برنامه‌های آموزشی دو-زبانه بود. برخی از طرفداران آموزش دو-زبانه و انگلیسی به عنوان زبان دوم (ESL) و مخالفین غوطه‌ور شدن زبان انگلیسی، بخاطر این مخالفت جدید بادییو با آموزش زبان اسپانیایی، به وی حمله کردند. وی همچنین یکی از بازیگران کلیدی در تغییر قانون حق رأی و همه‌شمول سازی احکام زبان-دسترسی به آن، بود. در جریان مدت خدمت خود در کنگره، وی به یکی از سخنگویان مهم ملی در راستای سرمایه‌گذاری فدرال روی مراکز شهری، مبدل شد.

## کارزارهای انتخابات شهرداری
بادییو سعی کرد تا در انتخابات‌های ۱۹۶۹، ۱۹۷۳، ۱۹۷۷، ۱۹۸۱ و ۱۹۸۵ شهرداری نیویورک، نامزد حزب دموکرات برای این سمت باشد. در انتخابات مقدماتی دموکرات‌ها در ۱۹۷۳ میلادی، وی با کسب ۲۹٪ آرا، پس از ابدی بیم (۳۴٪ رأی) در رده دوم قرار گرفته و از نامزدان ماریو بیاگی (۲۱٪ رأی) و آلبرت اچ. بلومنتال (۱۶٪ رأی) پیشتاز بود. در دومین تلاش خود، وی بسیار نزدیک به کسب نامزدی دموکرات بود، اما در دور-دوم انتخابات مقدماتی ۱۹۷۳ از سوی سرحسابدار شهری وقت نیویورک ابدی بیم شکست خورد.
در انتخابات‌های ۱۹۸۱ و ۱۹۸۵ وی حتی در ورقه رأی‌گیری نیز وارد نشد، چون در کارزارهای اولیه انتخاباتی خود نتوانست حمایت جمعی کافی را بدست بیاورد. بادییو تلاش نمود تا در انتخابات ۲۰۰۱ نامزدی حزب جمهوری‌خواه را کسب کند، اما با تفاوت بسیار زیاد در مقابل تاجر میلیاردر و مبتدی سیاسی مایکل بلومبرگ که در انتخابات سراسری نیز پیروز شد، شکست خورد.

## معاون شهردار شهر نیویورک
بادییو در ۳۱ دسامبر ۱۹۷۷ از کنگره استعفا داد تا تحت شهر دار نیویورک اد کاچ، معاون شهردار نیویورک شود، سمتی که وی تا سپتامبر ۱۹۷۹ در آن خدمت کرد. بادییو یکی از هفت معاون-شهرداری بود که کوچک در طول نخستین دوره خدمت خود به عنوان شهردار، گماشته بود. وی در کنار باسیل پترسون خدمت کرد. هنگام خدمت به عنوان معاون شهردار، بادییو امور روابط کارگران و رسیدگی به اجتماع را برای کاچ مدیریت می‌کرد. بادییو به دلیل یک اختلاف نظر بزرگ با شهردار کوچ بخاطر عدم حمایت شهردار از برنامه‌های وی برای احیای مجدد برانکس جنوبی، از سمت معاون شهردار کنار رفت. بعضی‌ها می‌گویند که بابیو با استعفا دادن از سمت خود در کنگره بخاطر خدمت تحت شهردار کاچ، اشتباهی بزرگی را مرتکب شد.

## حرفه پسا سیتی-هال و کارزار برای سرحسابدار ایالتی
پس از ترک سیتی-هال، بادییو به عنوان یک وکیل مدافع در شهر نیویورک خدمت کرد. در انتخابات درون-حزبی ۱۹۸۲ دموکرات‌ها برای کرسی فرمانداری میان ماریو کومو و کاچ، وی از کومو حمایت نمود. کومو در اواخر ۱۹۸۳ میلادی بادییو را به عنوان رئیس اداره وام مسکن ایالت نیویورک گماشت. در ۱۹۸۵ میلادی، بادییو بار دیگر تلاش نمود تا در انتخابات مقدماتی شهرداری دموکرات‌ها با کاچ مبارزه نماید. انتخابات شهرداری ۱۹۸۵ عواقب سیاسی مهمی برای شهر نیویورک داشت. بادییو در انتخابات ۱۹۸۶ میلادی نامزد دموکرات برای کرسی سرحسابدار ایالت نیویورک بود، اما این انتخابات را به متصدی جمهوری‌خواه ادوارد ریگان واگذار کرد. در جریان این سالها، بادیو در سیاست‌های مرتبط با ریاست جمهوری نیز فعال بود و در انتخابات مقدماتی دموکرات‌ها در ۱۹۸۴ میلادی از آلن کرانستون و در انتخابات ۱۹۸۸ از مایکل دوکاکیس حمایت کرد.

## کارزار سرحسابدار شهر
در ۱۹۹۳ میلادی، بادییو که هنوز دموکرات بود، با ستاد انتخاباتی شهرداری نامزد جمهوری‌خواه رودی جولیانی همراه شده و به‌طور فیوژن (مشترک) برای سمت سرحسابدار شهر نیویورک وارد کارزار انتخاباتی شد. وی تلاش نمود تا نامزد دموکرات برای این سمت شود، اما پس از آلان هوسی و متصدی سرحسابدار الیزابت هولتزمن، در رده سوم قرار گرفت.